# Thierry Roland
Thierry Roland (4. srpna 1937 Boulogne-Billancourt, Francie – 16. června 2012 Paříž, Francie) byl francouzský sportovní komentátor. Svou kariéru začal jako moderátor na rozhlasové stanici ORTF. V roce 2012 komentoval první zápasy mistrovství světa ve fotbale.